# FCシャンブリー
フットボール・クルブ・ドゥ・シャンブリー・ワズ（フランス語: Football Club de Chambly Oise）は、フランス・シャンブリーを本拠地とするサッカークラブ。

## 歴史
1989年6月1日にワルテル・ルジによって設立。クラブのエンブレムやキットはインテルナツィオナーレ・ミラノの影響を色濃く受けている。県リーグの13部リーグから始まったが1年目、2年目に昇格したのを皮切りに、90年代に県リーグで昇格を繰り返した。
2001年に設立1年目から選手として在籍し続けていたブルーノ・ルジが監督に転向すると、翌2002年に地域リーグへと昇格。その後も同監督の下で3年ごとに昇格を繰り返し、2010年にフランス全国選手権3に昇格。2012年にフランス全国選手権2に昇格し、2014年にフランス全国選手権に昇格した。
2017年2月1日に行われたクープ・ドゥ・ラ・リーグではASモナコ相手に延長戦に持ち込んで知名度が上がった他、2018年3月1日にはクープ・ドゥ・フランス準決勝でRCストラスブールを破る大金星を挙げたが、同日にクラブ設立者であるワルテル・ルジが病院で亡くなった。
2019年4月19日にリーグ・ドゥに昇格。本拠地のスタッド・ドゥ・マレーは定員僅かに1000人のスタジアムであるため、規定に則り同シーズンはホームゲームを15試合はスタッド・ピエール・ブリソン、4試合はスタッド・セバスティアン・シャルレティーで開催する事となった。なお、スタッド・ドゥ・マレーは2019-20シーズン中にリーグ・ドゥの基準を満たす3000人の収容人数に改装された。